# ویلی لوگان
ویلی لوگان (انگلیسی: Willy Logan; ۱۵ مارس ۱۹۰۷ – ۶ نوامبر ۱۹۵۵) اسکیت‌باز سرعت اهل کانادا بود.